# Луїзенталь
Луїзенталь (нім. Luisenthal) — громада в Німеччині, розташована в землі Тюрингія. Входить до складу району Гота.
Площа — 30,59 км2. Населення становить 1175 ос. (станом на 31 грудня 2021).